# Rochus Friedrich Lynar
Rochus Friedrich zu Lynar (ur. 16 grudnia 1708 w Lübbenau/Spreewald, zm. 13 listopada 1781 tamże) – hrabia, duński dyplomata. 
Od 1726 do 1730 studiował historię na uniwersytecie w Halle (Saale). W 1733 wstąpił na służbę w duńskiej "niemieckiej kancelarii" (Tyske Kancelli). W latach 1735–1740 poseł duński w Sztokholmie. Popierał prorosyjską partię (partia czapek) w Szwecji, lecz w 1740 przewagę miała prowojenna Hattpartiet i krótko przed wybuchem wojny szwedzko-rosyjskiej, Lynar został odwołany.
W roku 1742 duński król uczynił go kanclerzem Holsztynu i namiestnikiem (Amtsmann) Steinburga. W latach 1749–1751 Lynar był posłem duńskim w Petersburgu, gdzie próbował neutralizować pretensje rosyjskiej linii Oldenburgów, dynastii Holstein-Gottorp, do Holsztynu. Gdy to się nie udało, Lynar został namiestnikiem (Statthalter) Oldenburga, gdzie pełnił przede wszystkim funkcje administracyjne. Lynar, Anglik książę Cumberland i Francuz książę Richelieu spotkali się na międzynarodowej konwencji w Zeven w roku 1757. W roku 1766 zwolniono go ze służby z powodu niewyjaśnionej do końca afery korupcyjnej.
Fryderyk II Wielki twierdził w 1769 roku, że to hr. Lynar podsunął mu projekt rozbioru Polski, jednak nie wydaje się to zbyt prawdopodobne.
Był fundatorem odbudowy rodzinnej siedziby - zamku w Lübbenau (1817-1839).
Był odznaczony duńskimi orderami Danebroga, Słonia i Wierności.

## Wydania dzieł
- Lynar, Graf Rochus Friedrich, Hinterlassene Staatsschriften und andere Aufsätze vermischten Inhalts. Hamburg, Benjamin Gottlob Hoffmann, 1793-1797. 2 Bände.